# لوکوترین ای۴
لوکوترین ای۴ (به انگلیسی: Leukotriene E4) با فرمول شیمیایی C23H37NO5S یک لوکوترین با شناسه پاب‌کم ۵۲۸۰۷۴۹ است. که جرم مولی آن ۴۳۹٫۶۱ g/mol می‌باشد. 
لکوترین‌ها یکی از انواع ایکوزانوئید است که به عنوان واسطه التهاب در واکنشهای التهابی آزاد می‌شوند.